# Тингватлаватн
Тингватлаватн (на исландски: Þingvallavatn) е езеро в югозападната част на Исландия. С неговата площ от 84 km² то е най-голямото естествено езеро на територията на страната. Дълбочината му достига до 114 m.
Най-северната част от езерото влиза в пределите на националния парк „Тингветлир“. На северния бряг на езерото е разположена едноименната долина Тингветлир, където всяка година от 930 г. до 1798 г. се е събирал исландският парламент: Алтингът.
Островите в езерото имат вулканичен произход. Разломите около него са следствие от разместването на Евразийската и Северноамериканската тектонска плоча.
От езерото води началото си река Сог.

## Галерия
- Поглед към езерото
- Тингватлаватн
- Пасбища при Тингватлаватн
- Разломите около езерото